# Лапкино
Ла́пкино (рос. Лапкино, марій. Лаптина) — присілок у складі Гірськомарійського району Марій Ел, Росія. Входить до складу Червоноволзького сільського поселення.

## Населення
Населення — 128 осіб (2010; 166 у 2002).
Національний склад (станом на 2002 рік):
- марі — 99 %